# Rezerwat przyrody Wielkopolska Dolina Rurzycy
Rezerwat przyrody Wielkopolska Dolina Rurzycy – krajobrazowy rezerwat przyrody w województwie wielkopolskim położony na terenie gmin Jastrowie (powiat złotowski) i Szydłowo (powiat pilski).
Obszar chroniony utworzony został 2 sierpnia 2008 r. na podstawie Rozporządzenia nr 30/08 Wojewody Wielkopolskiego z dnia 7 listopada 2008 r. w sprawie uznania za rezerwat przyrody (Dz. Urz. Woj. Wlkp. z 2008 r. Nr 206, poz. 3351).

## Położenie
Rezerwat obejmuje 896,06 ha powierzchni na terenie nadleśnictw Jastrowie (309,88 ha) i Płytnica (453,71 ha). Leży na terenie Obszaru Chronionego Krajobrazu Pojezierze Wałeckie i Dolina Gwdy, a także obszarów Natura 2000 Puszcza nad Gwdą PLB300012 i Dolina Rurzycy PLH300017. Obejmuje swoim zasięgiem niemal całą długość rzeki Rurzycy, głównie na jej lewym, wielkopolskim brzegu – od rezerwatu przyrody Diabli Skok niemal po samo ujście w Krępsku. Na prawym brzegu odpowiada jej rezerwat przyrody Dolina Rurzycy (położony już na obszarze województwa zachodniopomorskiego). W obszarze chronionym znajduje się wielkopolska część wszystkich ważniejszych jezior na Rurzycy: Krąpsko Małe, Krąpsko Długie, Trzebieszki, Krąpsko Łękawe (Krąpsko Górne), Krąpsko – Radlino (Krąpsko Średnie), Dębno (Dąb).

## Charakterystyka
Celem ochrony jest „zachowanie cennych zbiorowisk roślinnych, rzadkich i chronionych gatunków roślin, zwierząt i grzybów oraz unikatowych krajobrazów przyrody wraz z urozmaiconą rzeźbą terenu, tj. naturalnych lasów rosnących na stromych zboczach, czystych jezior tworzących długie ciągi rynien oraz pagórkowatego terenu z meandrującą rzeką w głębokiej dolinie”. W 2012 i 2016 na terenie rezerwatu wyznaczono szlaki piesze, wodne i rowerowe. Wraz z sąsiednimi rezerwatami obejmuje dolinę rzeki, sandry, ciąg jezior (głównie rynnowych), lasy z ekosystemami oraz związane z doliną torfowiska, w tym unikatowe źródliska i mechowiska.
Na terenie rezerwatu zidentyfikowano w sumie 105 gatunków chronionych, zagrożonych i rzadkich roślin naczyniowych i mszaków, w tym: gatunek z polskiej czerwonej księgi roślin (lipiennik Loesela), 7 mszaków z polskiej czerwonej listy roślin, 79 gatunków roślin chronionych (w tym 19 gatunków roślin naczyniowych pod całkowitą, a 8 pod częściową ochroną, 19 gatunków mszaków chronionych całkowicie i 24 chronionych częściowo) oraz 42 gatunki z list regionalnych regionów Pomorza Zachodniego i Wielkopolski, a także 4 gatunki chronione prawem międzynarodowym.